# محاصره وین
محاصره وین در سال ۱۵۲۹ اولین تلاش امپراتوری عثمانی به رهبری سلیمان یکم برای فتح شهر وین بود. این محاصره پس از نبرد موهاچ که منجر به مرگ پادشاه مجارستان و آغاز جنگ داخلی در این پادشاهی به رهبری طرفداران اتریش و طرفداران عثمانی شد، رخ داد. محاصره وین توسط نیروهای عثمانی بخشی از برنامه آنان جهت مداخله در جنگ داخلی مجارستان بود و تاریخ‌نگاران دربارهٔ هدف بلند مدت آنان و چرایی انتخاب وین برای محاصره، توافق نظر ندارند. شکست عثمانی در این جنگ آغازگر سری جدید جنگ‌هایی شد که در نهایت یک قرن و نیم بعد، به محاصره دوم وین در سال ۱۶۸۳ منجر شد.
برخی از مورخان معتقدند که هدف اصلی سلیمان در سال ۱۵۲۹ در واقع این بود که حاکمیت عثمانی بر تمام مجارستان را مستحکم نماید، به خصوص اینکه بخش‌های غربی این کشور تحت کنترل هابسبورگها بود. حال آنکه برخی دیگر از تاریخ‌نگاران در نظر دارند که این نبرد بخشی از یک برنامه بلند مدت جهت فتح اروپا بود.